# Ермес Мария Сфорца
Ермес Мария Сфорца (на италиански: Ermes Maria Sforza; * 10 май 1470, Павия, Миланско херцогство; † 1503, Инсбрук, Австрийско ерцхерцогство) е маркиз на Тортона от фамилията Сфорца.

## Произход
Той е син на Галеацо Мария Сфорца (* 1444, † 1476), 5-и херцог на Милано, и на втората му съпруга Бона Савойска (*1449, † 1503), дъщеря на херцог Лудвиг Савойски – 2-ри херцог на Савоя. Има един брат и две сестри:
- Джан Галеацо Мария (* 1469, † 1494), 6-и херцог на Милано (1476 –1493), съпруг на 1-вата си братовчедка Изабела А рагонска
- Бианка Мария (* 1472, † 1510), кралица на Германия и Италия, ерцхерцогиня на Австрия (1494 – 1510), императрица на Свещената Римска империя (1508 – 1510), херцогиня на Савоя от 1494 г. като съпруга на император Максимилиан I Хабсбург
- Анна Мария (* 1473, † 1497), херцогиня на Ферара, Модена и Реджо като съпруга на Алфонсо I д’Есте.

Има и четирима полубратя и две полусестри от две извънбрачни връзки на баща си.

## Биография
Майка му Бона получава Новара като феод от съпруга си през 1469 г. През 1472 г. херцогска разпоредба ѝ позволява да остави феода и приходите от територията на втория си син Ермес.
През 1476 г., на 6-годишна възраст, Ермес губи баща си, убит в църквата „Санто Стефано“ в Милано на 26 декември 1476 г. на празника на Свети Стефан. Той е намушкан с нож от трима високопоставени служители на миланския двор. Миланското херцогство е наследено от по-големия му брат Джан Галеацо, който е само с една година по-голям от него. Тяхната майка Бона Савойска е назначена за регент на детето и се ангажира да защитава правата на децата си от интригите и узурпаторските стремежи на техните чичовци, особено на Лудовико Мария Сфорца „Мавърът“ – чичо по бащина линия на Ермес и Джан Галеацо.
Когато чичо му Лудовико Мавърът най-накрая поема властта през 1480 г., Ермес остава под негово попечителство. Той получава от чичо си почетни длъжности, но също така страда от ограниченията на свободната му воля.
През 1488 г. Ермес е изпратен като посланик от чичо си в двора на Неапол, за да поиска ръката на Изабела Арагонска, която баща му Галеацо е избрал за булка за Джан Галеацо, още преди да бъде убит. Сватбата се състои чрез пълномощник в Неапол и именно Ермес представлява младоженеца.
През април 1500 г., след поражението при Новара срещу французите, той е заловен заедно с чичо си Асканио Сфорца от Карло Орсини, който има задачата да предаде кардинала на французите. Ермес и другите подкрепящи Сфорца господари са затворени в замъка в Новара, а териториите на Новара преминават в ръцете на французите.
След окончателното падане на чичо му Лудовико „Мавъра“ Ермес успява да избяга в Тирол под закрилата на сестра си императрица Бианка Мария Сфорца и нейния съпруг император Максимилиан I Хабсбург.
Той умира в Инсбрук на 32-33-годишна възраст през 1503 г.